# Azochis euvexalis
Azochis euvexalis là một loài bướm đêm trong họ Crambidae.